# Rannuzio Pallavicino
Pour les articles homonymes, voir Pallavicino.
Rannuzio Pallavicino (né le 19 octobre 1632 à Polesine Parmense en Émilie-Romagne et mort le 30 juin 1712  à Rome) est un cardinal italien du XVIIIe siècle.

## Biographie
Dans sa jeunesse Rannuzio Pallavicino vit plusieurs années à la cour de Bavière de l'électeur et duc Ferdinand-Marie de Bavière et y étudie à l'université de Munich. Il est chanoine  à Parme et exerce des fonctions au sein de la curie romaine, notamment au tribunal suprême de la Signature apostolique et comme inquisiteur de Malte de février 1672 au 17 décembre 1676, gouverneur de Rome et vice-camerlingue de la Sainte-Église.
Le pape Clément XI le crée cardinal  lors du consistoire du 17 mai 1706. Le cardinal Pallavicino est prévôt de l' Umiliati di S. Maria della Ghiara à Vérone. Il est membre de plusieurs académies littéraires, notamment l'Académie d'Arcadie et l'Accademia degli Innominati de Parme. Sous le pseudonyme d'Asterio Sireo, il publie plusieurs œuvres littéraires, comme  L'intreccio di gigli e perle (1660), une anthologie de poésie; La scalza di Avila (1661), une biographie de la Ste. Theresa; I Trionfi dell'architettura (1667), une description du palais de l'électeur de Bavière;  Atalanta (1667), un drame; et Ritratto di una gran Principessa (Monaco, Luca Straub, 1668), une  collection d'odes pour Adélaïde de Bavière.

### Sources
- Fiche du cardinal sur le site de la FIU